# فرانک آر. مایو
فرانک آر. مایو (انگلیسی: Frank R. Mayo; ۲۳ ژوئن ۱۹۰۸ – ۳ اکتبر ۱۹۸۷) شیمیدان اهل ایالات متحده آمریکا بود. عمده شهرت وی به دلیلی کار بر روی Mayo–Lewis equation در شیمی پلیمرها است.